# Nyctiophylax devanampriya
Nyctiophylax devanampriya är en nattsländeart som beskrevs av Schmid 1958. Nyctiophylax devanampriya ingår i släktet Nyctiophylax och familjen fångstnätnattsländor. Inga underarter finns listade i Catalogue of Life.